# 山本幸代
山本 幸代（やまもと さちよ、三角（みすみ）に改姓、1950年8月4日 - 2013年3月14日）は、日本の女子バスケットボール選手である。オリンピアン。

## 人物
夙川学院高校から1969年、ユニチカ山崎に入社。ユニチカ黄金時代に活躍しリーグベスト5も獲得。
全日本のメンバーに選出され、1974年アジア大会で金メダルを獲得。さらに1975年世界選手権では準優勝に貢献。
翌年のモントリオール五輪にも出場。
2013年3月14日、胃がんのため62歳で死去した。

## 日本代表歴
- 1974アジア大会
- 1974アジア選手権
- 1975世界選手権
- 1976モントリオール五輪